# Varambon
Varambon est une commune française située dans le département de l'Ain, en région Auvergne-Rhône-Alpes.
Ses habitants s'appellent les Varambonnais.

## Géographie
Située au bord de la rivière d'Ain.

### Climat
Pour des articles plus généraux, voir Climat d'Auvergne-Rhône-Alpes et Climat de l'Ain.
En 2010, le climat de la commune est de type climat des marges montargnardes, selon une étude du CNRS s'appuyant sur une série de données couvrant la période 1971-2000. En 2020, Météo-France publie une typologie des climats de la France métropolitaine dans laquelle la commune est dans une zone de transition entre le climat semi-continental et le climat de montagne et est dans la région climatique Bourgogne, vallée de la Saône, caractérisée par un bon ensoleillement (1 900 h/an), un été chaud (18,5 °C), un air sec au printemps et en été et des vents faibles.
Pour la période 1971-2000, la température annuelle moyenne est de 11,3 °C, avec une amplitude thermique annuelle de 17,9 °C. Le cumul annuel moyen de précipitations est de 1 149 mm, avec 10,8 jours de précipitations en janvier et 7,6 jours en juillet. Pour la période 1991-2020, la température moyenne annuelle observée sur la station météorologique de Météo-France la plus proche, « Ambérieu », sur la commune de Château-Gaillard à 8 km à vol d'oiseau, est de 11,9 °C et le cumul annuel moyen de précipitations est de 1 117,5 mm,. Pour l'avenir, les paramètres climatiques de la commune estimés pour 2050 selon différents scénarios d'émission de gaz à effet de serre sont consultables sur un site dédié publié par Météo-France en novembre 2022.

## Urbanisme

### Typologie
Au 1er janvier 2024, Varambon est catégorisée commune rurale à habitat dispersé, selon la nouvelle grille communale de densité à 7 niveaux définie par l'Insee en 2022.
Elle est située hors unité urbaine. Par ailleurs la commune fait partie de l'aire d'attraction d'Ambérieu-en-Bugey, dont elle est une commune de la couronne,. Cette aire, qui regroupe 15 communes, est catégorisée dans les aires de moins de 50 000 habitants,.

### Occupation des sols
L'occupation des sols de la commune, telle qu'elle ressort de la base de données européenne d’occupation biophysique des sols Corine Land Cover (CLC), est marquée par l'importance des territoires agricoles (56,2 % en 2018), en diminution par rapport à 1990 (57,7 %). La répartition détaillée en 2018 est la suivante : 
zones agricoles hétérogènes (34,1 %), forêts (29,9 %), terres arables (22,1 %), zones urbanisées (4,7 %), milieux à végétation arbustive et/ou herbacée (4,6 %), eaux continentales (4,6 %).
L'évolution de l’occupation des sols de la commune et de ses infrastructures peut être observée sur les différentes représentations cartographiques du territoire : la carte de Cassini (XVIIIe siècle), la carte d'état-major (1820-1866) et les cartes ou photos aériennes de l'IGN pour la période actuelle (1950 à aujourd'hui).

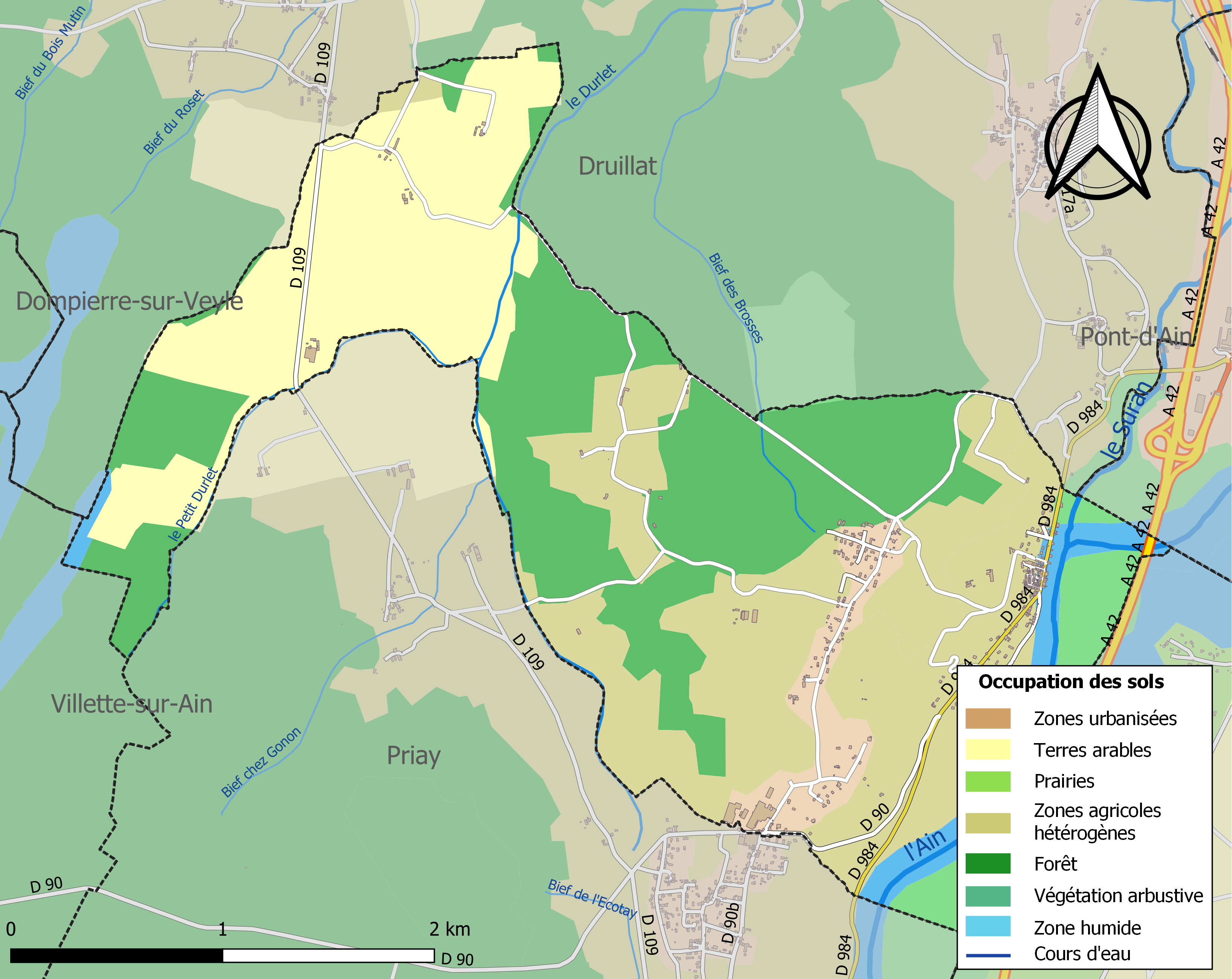
Carte des infrastructures et de l'occupation des sols de la commune en 2018 (CLC).

## Histoire
De 1999 à 2012, elle appartient à la communauté de communes de Pont-d'Ain, Priay, Varambon, avant sa fusion au sein de la communauté de communes Rives de l'Ain - Pays du Cerdon.

## Politique et administration

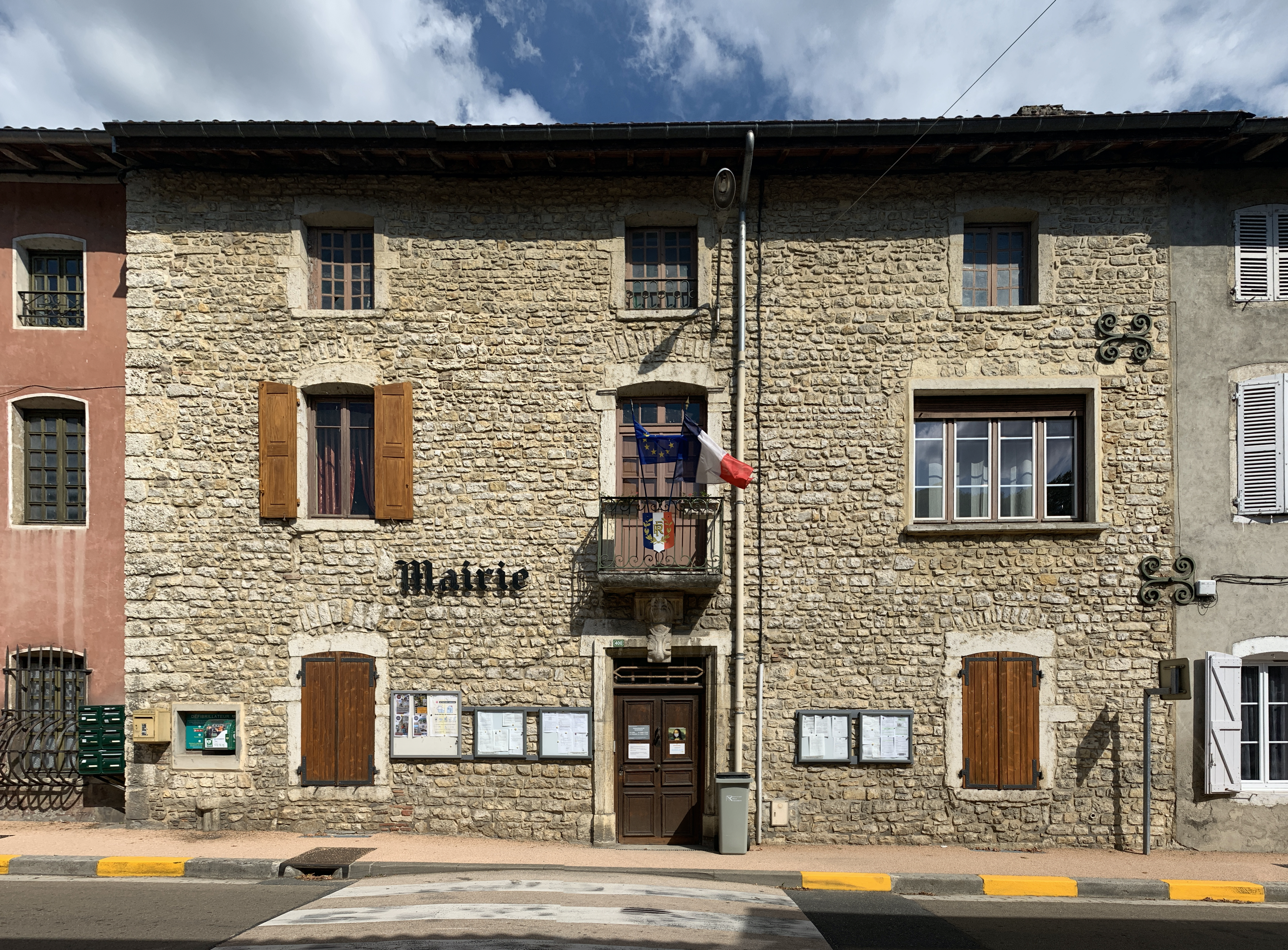
Mairie.

### Découpage territorial
La commune de Varambon est membre de la communauté de communes Rives de l'Ain - Pays du Cerdon, un établissement public de coopération intercommunale (EPCI) à fiscalité propre créé le 1er janvier 2012 dont le siège est à Jujurieux. Ce dernier est par ailleurs membre d'autres groupements intercommunaux.
Sur le plan administratif, elle est rattachée à l'arrondissement de Nantua, au département de l'Ain et à la région Auvergne-Rhône-Alpes. Sur le plan électoral, elle dépend du  canton de Pont-d'Ain pour l'élection des conseillers départementaux, depuis le redécoupage cantonal de 2014 entré en vigueur en 2015, et de la première circonscription de l'Ain  pour les élections législatives, depuis le dernier découpage électoral de 2010.

### Administration municipale
| Période | Période  | Identité              | Étiquette | Qualité       |
| ------- | -------- | --------------------- | --------- | ------------- |
| 1995    | 2001     | Paul Floquet          |           |               |
| 2001    | 2014     | André Bernard         |           | Réélu en 2008 |
| 2014    | 2020     | Pierre Dulaurier      | DVG       | Retraité      |
| 2020    | En cours | Mme Dominique Gabasio |           |               |

## Démographie
L'évolution du nombre d'habitants est connue à travers les recensements de la population effectués dans la commune depuis 1793. Pour les communes de moins de 10 000 habitants, une enquête de recensement portant sur toute la population est réalisée tous les cinq ans, les populations de référence des années intermédiaires étant quant à elles estimées par interpolation ou extrapolation. Pour la commune, le premier recensement exhaustif entrant dans le cadre du nouveau dispositif a été réalisé en 2005.
En 2022, la commune comptait 664 habitants, en évolution de +25,05 % par rapport à 2016 (Ain : +5,15 %, France hors Mayotte : +2,11 %).
| 1793 | 1800 | 1806 | 1821 | 1831 | 1836 | 1841 | 1846 | 1851 |
| ---- | ---- | ---- | ---- | ---- | ---- | ---- | ---- | ---- |
| 511  | 454  | 484  | 473  | 441  | 460  | 461  | 412  | 425  |

| 1856 | 1861 | 1866 | 1872 | 1876 | 1881 | 1886 | 1891 | 1896 |
| ---- | ---- | ---- | ---- | ---- | ---- | ---- | ---- | ---- |
| 424  | 385  | 385  | 414  | 419  | 427  | 461  | 386  | 418  |

| 1901 | 1906 | 1911 | 1921 | 1926 | 1931 | 1936 | 1946 | 1954 |
| ---- | ---- | ---- | ---- | ---- | ---- | ---- | ---- | ---- |
| 384  | 378  | 342  | 353  | 340  | 312  | 302  | 334  | 264  |

| 1962 | 1968 | 1975 | 1982 | 1990 | 1999 | 2005 | 2006 | 2010 |
| ---- | ---- | ---- | ---- | ---- | ---- | ---- | ---- | ---- |
| 265  | 299  | 287  | 314  | 353  | 385  | 541  | 544  | 521  |

| 2015 | 2020 | 2022 | - | - | - | - | - | - |
| ---- | ---- | ---- | - | - | - | - | - | - |
| 535  | 636  | 664  | - | - | - | - | - | - |

## Culture et patrimoine

### Lieux et monuments
- Château de Varambon. Restes d'un château qui serait cité depuis l'an Mil. Au XIIe siècle, il est la possession des nobles de La Palud. En 1451, il est ruiné par le duc Louis de Savoie qui donnera par la suite 12 000 écus pour sa reconstruction. En 1595, il est endommagé par les troupes du roi Henri IV. En 1603, il ne comprend plus qu'un corps de logis et deux petites tours sans fossés ni pont-levis. Le château actuel est partiellement inscrit au titre des monuments historiques[18].
- Église Sainte-Madeleine de Varambon inscrite depuis le 25 janvier 2012[19].
- Chapelle du château de Varambon.
- Lavoir.
- Fontaines.
- Maisons anciennes du village.

### Héraldique
| Blason | Blasonnement : Écartelé : au 1er d'azur à la barque contournée d'argent équipée d'une rame de sable, au 2e de gueules à la tour d'argent avec son avant-mur senestre du même, le tout ajouré de sable, au 3e de gueules à la mitre d'argent, au 4e d'azur au poisson contourné de sable, la tête et la queue d'argent. |